# حاسي مفسوخ
حاسي مفسوخ إحدى بلديات ولاية وهران.